# 天仓增十七
鯨魚座50，又名BD-16 270，HD 9856、SAO 147901、HR 459，是鯨魚座的一颗恒星，视星等为5.42，位于銀經166.61，銀緯-74.36，其B1900.0坐标为赤經1h 31m 6.3s，赤緯-15° -74.36′ 42″。